# Byrd (cráter)
Byrd es un cráter de impacto irregular que se encuentra cerca del polo norte de la Luna. El borde norte de Byrd está casi conectado con el cráter Peary, una formación situada al noreste. El cráter de menor tamaño Gioja se une a los restos del borde suroeste.
El brocal de Byrd está desgastado y erosionado, con secciones distorsionadas por la intrusión de los bordes de los cráteres adyacentes a lo largo de su perímetro. Como resultado, el interior del cráter en la dirección norte-sur es más largo que ancho. Existe una brecha en el borde occidental, y en el lado sur es ahora poco más que una cresta baja en la superficie.
Algún tiempo después del impacto inicial el interior del cráter fue cubierto por flujos lava, dejando una superficie casi plana que está marcada solamente por pequeños cráteres. No presenta un pico central en el punto medio del interior, y tampoco muestra otros rasgos de importancia. 

## Cráteres satélite

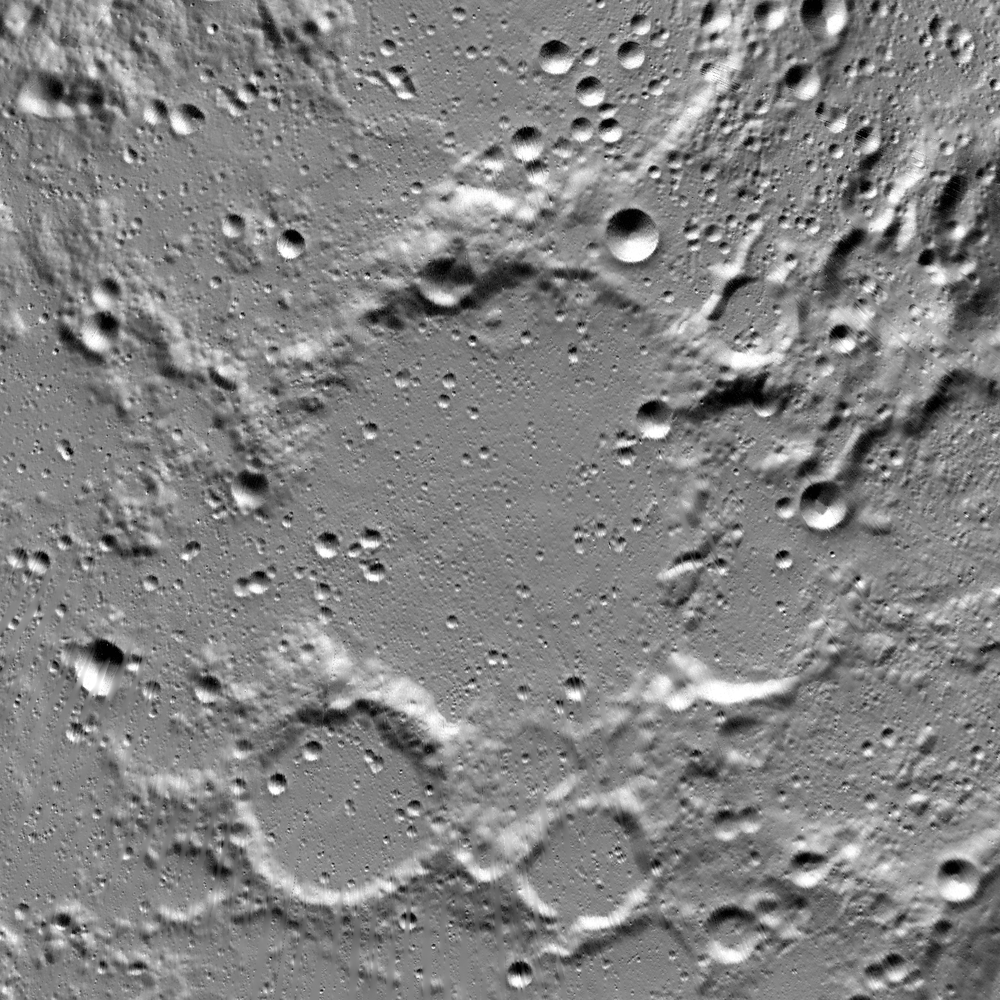
Mapa topográfico del entorno de Byrd, con datos de altimetría láser del Lunar Reconnaissance Orbiter

Por convención estos elementos son identificados en los mapas lunares poniendo la letra en el lado del punto medio del cráter que está más cerca de Byrd.
|      | \| Byrd \| Coordenadas \| Diámetro \| \| ---- \| ------------------------------ \| -------- \| \| C \| 84°21′N 28°20′E / 84.35, 28.34 \| 34 km \| \| D \| 85°31′N 33°25′E / 85.52, 33.41 \| 24 km \| |          |
| Byrd | Coordenadas | Diámetro |
| C    | 84°21′N 28°20′E / 84.35, 28.34 | 34 km    |
| D    | 85°31′N 33°25′E / 85.52, 33.41 | 24 km    |

## Referencias

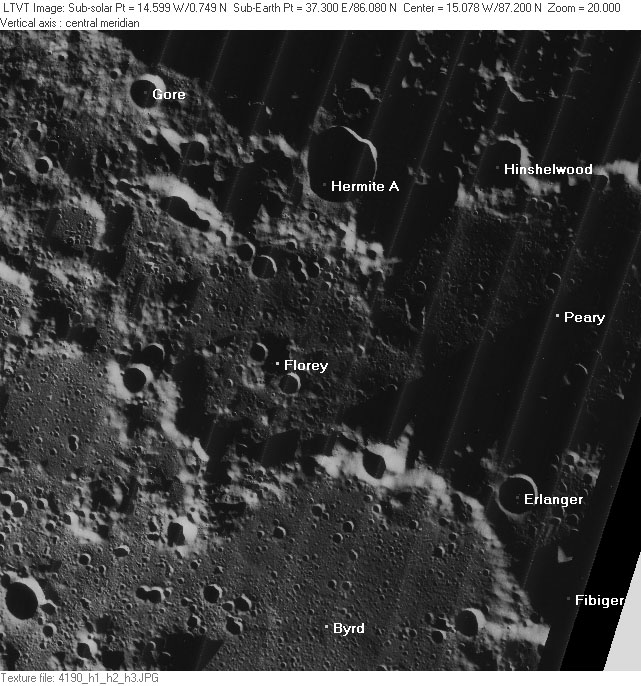
Fotografía de la misión Lunar Orbiter 4